# Coenagrion mercuriale
L'azzurrina di Mercurio (Coenagrion mercuriale (Charpentier, 1840) è una libellula della famiglia Coenagrionidae.

## Descrizione
È uno zigottero di piccola taglia, lungo 27-31 mm.

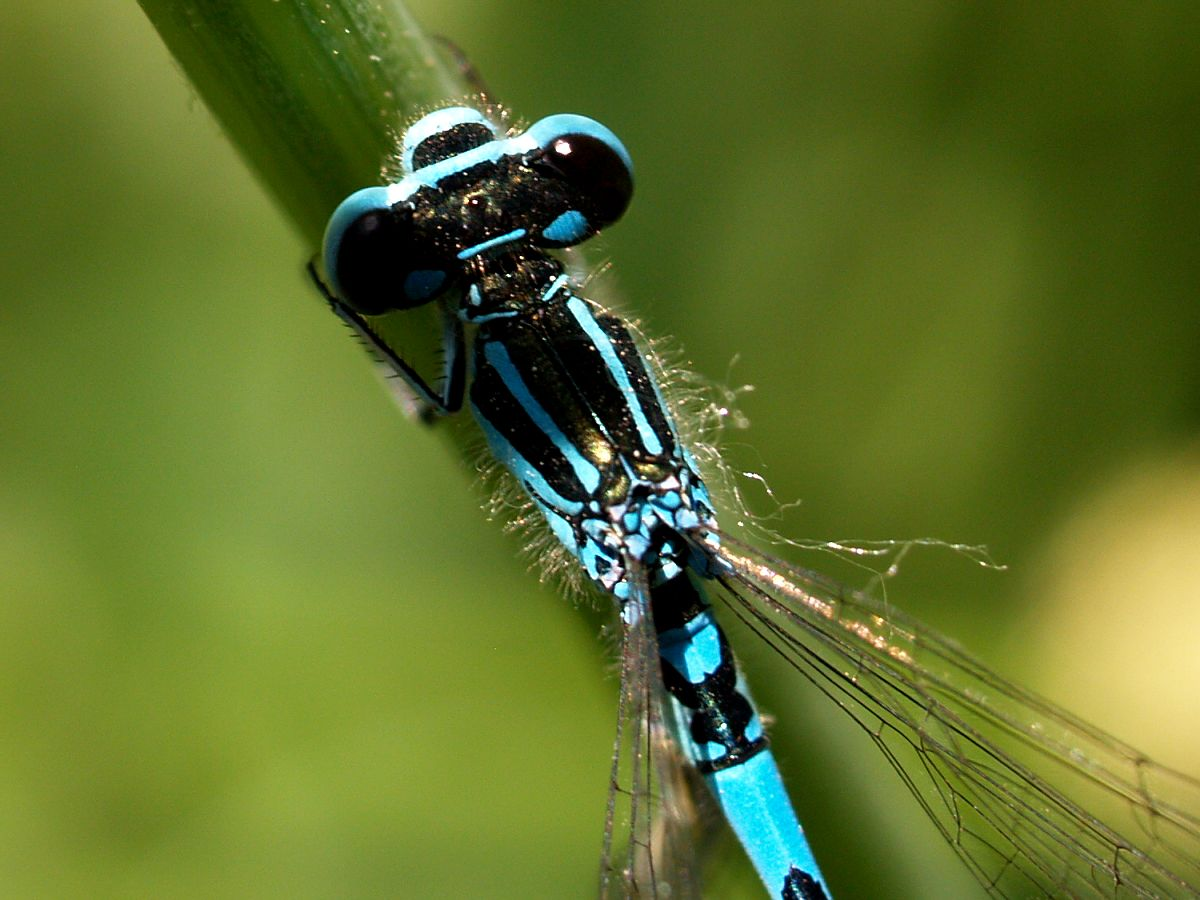
Il caratteristico disegno addominale del maschio

I maschi hanno una livrea azzurra e nera e si caratterizzano per la presenza sul 2° segmento addominale di un disegno che ha una forma tipica ad "elmo di Mercurio" e per gli pterostigmi scuri a forma di rombo. La metà apicale dell'addome è meno sviluppata rispetto a quella prossimale, conferendo alla specie un aspetto meno affusolato rispetto alle congeneri.
La femmina è nera e verde con gli ultimi segmenti addominali neri ed azzurri.

## Distribuzione e habitat
La specie è diffusa nell'Europa occidentale e nel Magreb: molto comune in Francia, Spagna e Marocco, più rara nel Regno Unito, Svizzera, Algeria, Tunisia, Slovacchia, Belgio, Germania, Liechtenstein e Austria.
In Italia è presente l'endemismo Coenagrion castellani (vedi sotto Tassonomia), specie sorella di C. mercuriale.

## Tassonomia
Le popolazioni italiane venivano in passato attribuite alla sottospecie Coenagrion mercuriale castellanii, la cui legittimità era stata messa in dubbio ma che oggi viene considerato un taxon altamente distintivo e ben separato, sia morfologicamente (quindi fenotipicamente) che geneticamente. Pertanto, attualmente è ritenuta specie valida a sé, indicata col nome di Coenagrion castellani.

## Conservazione
La IUCN Red List classifica Coenagrion mercuriale come specie prossima alla minaccia di estinzione (Near Threatened).
La specie è inserita nell'Allegato II della Direttiva Habitat.